# Jiló
O jiló (antes Solanum gilo, hoje considerada um grupo de cultivares de Solanum aethiopicum) é o fruto da planta herbácea, o jiloeiro. Esta planta é originária da África Ocidental, tendo sido trazida para o Brasil, durante o período colonial.
O fruto tem um característico sabor amargo. 

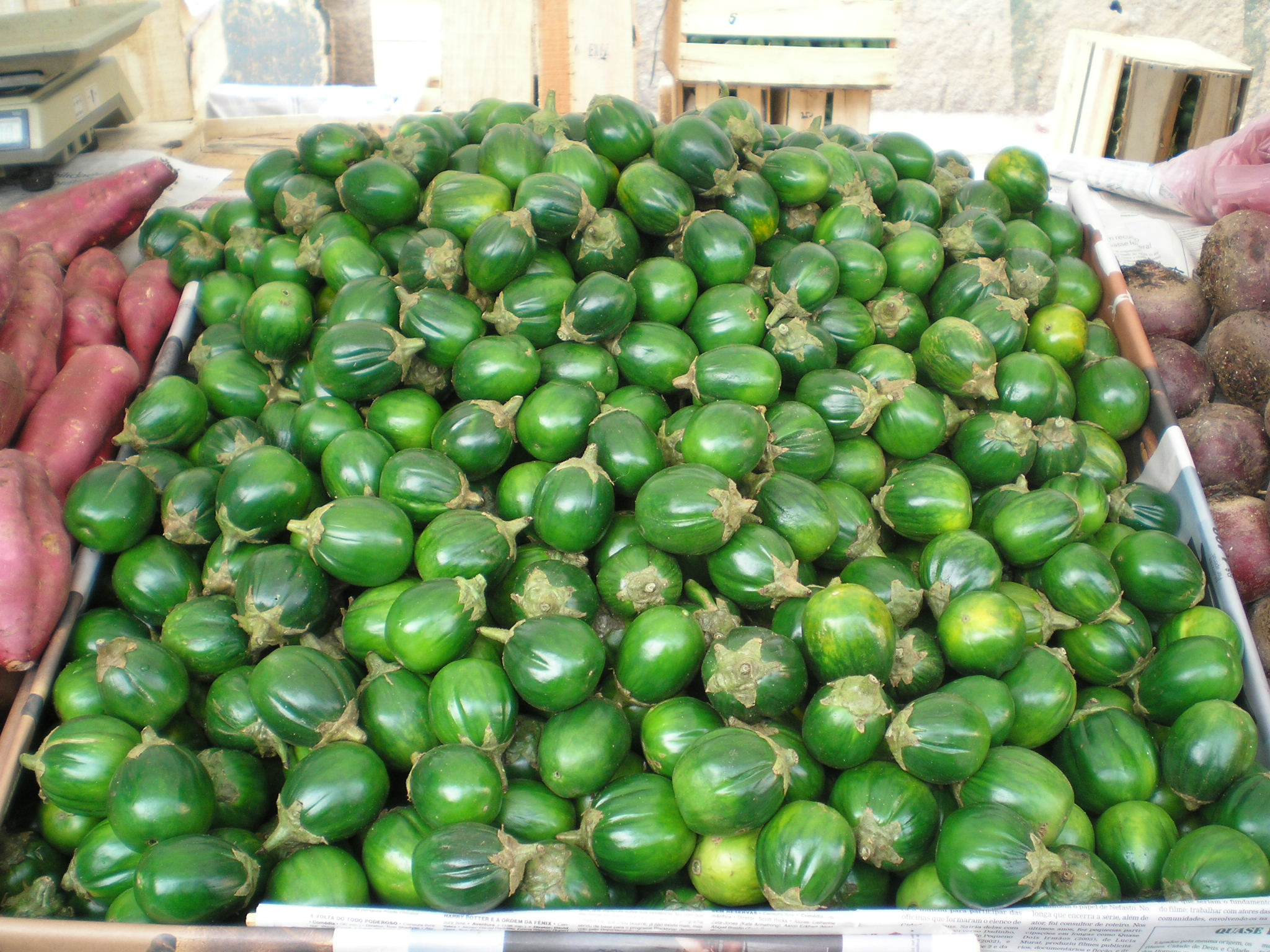
Jiló em um mercado em São Paulo

## Características
O jiloeiro pode atingir entre um e 2,5 metros de altura. Os ramos são verdes, cilíndricos e alongados, tem folhas de formato oblongo, recobertas por pelos, principalmente na lauda inferior. As flores são brancas, dispostas de duas a três, em pequenos racemos com pedúnculo curto. 
O fruto, por seu turno, pode ser oblongo, alongado ou quase esférico, conforme a variedade, de coloração verde-clara ou escura e com massa de 14 a 17 gramas.

## Etimologia
"Jiló" origina-se do termo quimbundo njilu.

## Valores nutricionais
O jiló contém carboidratos (3 a 6%), proteínas (1,4%), sais minerais como cálcio, fósforo e ferro e as vitaminas B5 e C.
A vitamina C contida no jiló é perdida na etapa de cozimento.